# 普里兹伦冲突
普里兹伦冲突在德国军队中也被称为“血腥星期天”，是德国驻科索沃部队进入科索沃与撤退的南斯拉夫军队之间的冲突。这场枪战发生在1999年6月13日的普里兹伦市。德国军队当场打死一名全副武装的塞尔维亚人，另一名后来因伤死亡。一名德国士兵在反击中受伤，有报告说一名妇女被塞尔维亚狙击手打伤。

## 背景
1999年6月12日，即联合国安全理事会第1244号决议通过两天后，驻科索沃部队人员开始抵达科索沃，以制止阿尔巴尼亚族和塞尔维亚族之间的进一步敌对行动，并协调努力确保人道主义援助的分发。

### 德军的到来
6月13日凌晨，约有100名德国士兵从马其顿抵达普里兹伦，为下午从西边10英里（16）外的阿尔巴尼亚进入该市的另外600名进来的士兵提供安全保障。早些时候，南斯拉夫军队在弗尔比尼察过境点的一个前哨站最近有60名士兵撤离，遭到抢劫和破坏。德国士兵被阿尔巴尼亚族居民当作解放者接待。他们的首要任务之一是在阿尔巴尼亚平民向离开该城的塞族平民车队投掷炸弹后，组成人墙，将一群阿尔巴尼亚平民与南斯拉夫部队分开。双方的对峙非常紧张，但最终一名德国军官成功地说服塞尔维亚人撤军。当塞尔维亚人试图赢得更多的时间时，德国军队在莫里尼边境处迫使塞尔维亚人按期撤离。

## 枪击事件
当德国军队沿着比斯特里卡河开进市中心时，他们遭遇了来自周围一座山丘和一些房屋里面的狙击手的射击。据称，他们还遭到了天主教堂里面的人的枪击。士兵们找了掩护，进行了还击。据报道，一名平民妇女被狙击手打伤，而德国军队转移到山下的防御阵地。一辆德国战车用一架MG3通用机枪向一辆路过的南斯拉夫陆军卡车发出警告，此前车上的一名南斯拉夫士兵用AK-47突击步枪对着一群嬉笑的阿尔巴尼亚人朝空中开了两枪。
黄昏时分，有人看到一辆黄色的扎斯塔瓦·斯卡拉民用型汽车靠近市中心酒店外的一辆德国装甲车。一名乘客拿出AK-47，向这辆装甲车和周围的人群开火，这些人逃向安全地带。装甲车上的德国士兵在一辆豹2型坦克的掩护下进行了反击。三名伞兵用他们的HK G36突击步枪向汽车开火，一名士官带着他的9毫米手枪和安装在炮塔上的7.62毫米机关枪也加入了进来。这两起枪击导致司机死亡，枪手受伤。装甲车上的一名德国士兵手臂受伤，成为整个维和行动的第一个伤亡人员。德国人总共发射了180发步枪子弹和40发机枪子弹。德国人的火力太猛，把汽车向后推了回去。这名乘客最终因伤势过重而死亡。枪击持续了20分钟。德国人说，车内的两个人都是塞尔维亚人，携带手榴弹和半自动武器。

## 后续
驻科部队驻普里兹伦大队的指挥官弗里茨·冯·科夫将军说：“尽管我们目前可能无法控制一切，但我们在该镇的存在足以相信会有安全的（南斯拉夫）撤军。” 他还警告说普里兹伦仍然是一个“危险的地方”。
全副武装的塞尔维亚平民在城外设立了一个临时检查站，但基本上没有被德国人注意到，他们几次经过这里。撤退的南斯拉夫军队人员还违反与北约达成的协议，在一些检查站驻守。驻科部队抵达后十多天，平民中的骚乱和杀戮继续蔓延，以至于德国指挥官下令从午夜到凌晨5点实行宵禁。